# Wall of Glass
«Wall of Glass» es el sencillo musical de debut en solitario del cantautor Liam Gallagher. Liam escribió junto a Andrew Wyatt y el productor Greg Kurstin este sencillo. Esta canción fue lanzada como single principal del álbum debut en solitario As You Were (2017). Iba a ser lanzado el 2 de Junio, pero salió un día antes sin motivo alguno. "Wall of Glass" alacanzó el número 60 en las listas UK Singles Chart el 2 de Junio, solo un día después de su lanzamiento. Y alcanzó el puesto 21 tras el desempeño de su actuación en vivo en el One Love Manchester. Es su sencillo más vendido como artista en solitario, y fue eventualmente certificado como disco de Platino, esto continuó así hasta 2022 hasta que lanzó Everything's Electric, el cual llegó al número 18 en las listas.

## Video musical
En el video, Liam Gallagher se ve localizado en un pasillo lleno de espejos. Este se ve reflejado en los espejos y mira a estos de manera refleja, intentando mostrar el reflejo roto del pasado y el presente del mismo. Al final del mismo, Gallagher se ve transportado sentado en una silla hasta el final del pasillo y se vuelve a mostrar su reflejo.
El video musical fue lanzado el 31 de mayo del 2017, el video fue dirigido por François Rousselet y producido por Riff Raff Productions. Liam dice que se inspiró parcialmente en Bruce Lee y James Bond para este video.

## Listas
| Listas(2017)                                | Posición más alta |
| ------------------------------------------- | ----------------- |
| Bélgica (Flandes) (Ultratip Bubbling Under) | 27                |
| Francia (SNEP)                              | 148               |
| Hungría (Single Top 40)                     | 35                |
| Ireland (IRMA)                              | 82                |
| Escocia (Scottish Singles Sales Chart)      | 5                 |
| Reino Unido (UK Singles Chart)              | 21                |